# 안타나스 미케나스
안타나스 미케나스(리투아니아어: Antanas Mikėnas, 1924년 2월 24일 ~ 1994년 9월 23일)는 리투아니아의 육상 선수로 소련을 대표하였다.
자신의 선수 경력 동안 주로 20km 경보에 출전한 그는 빌뉴스의 스파르타크에서 훈련했다.
미케나스는 1956년 멜버른 올림픽에 참가하여 20km 경보 종목에서 동료 선수 레오니트 스피린에 밀려 은메달을 획득하였다.

## 참조
- sports-reference